# Dragica Čadež
Dragica Čadež, slovenska kiparka in vizualna umetnica, prva ženska v Sloveniji, ki je postala univerzitetna profesorica za kiparstvo. * 29. april 1940, Ljubljana.

## Življenje in delo
Rojena je bila v Ljubljani, kasneje se je z družino preselila v Maribor, kjer je preživela svoja mladostna leta. Na gimnaziji je obiskovala mladinski kiparski krožek, ki ga je vodil Gabrijel Kolbič, občasno pa sta ga obiskovala tudi uveljavljena kiparja Vlasta Zorko in Slavko Tihec.
Študij na Akademiji za upodabljajočo umetnost v Ljubljani je zaključila z diplomo leta 1963 pri akademskem slikarju Borisu Kalinu. Pri njem je nadaljevala in končala tudi specialko.
Leta 1965 se je poročila z akademskim kiparjem Tonetom Lapajnetom. Leta 1966 je sodelovala na Forma vivi v Kostanjevici. Naslednje leto je pridobila status svobodne umetnice. Študijsko se je izpopolnjevala v Londonu. Leta 1975 se je zaposlila kot likovna pedagoginja. Leta 1982 jeje z imenovanjem v naziv docentke postala prva ženska v Sloveniji s habilitacijo za kiparstvo. Leta 1989 je začela poučevati na Pedagoški fakulteti v Ljubljani, kjer je leta 1998 dobila naziv redna profesorica. Od leta 1991 do 1996 je poučevala tudi na Pedagoški fakulteti v Mariboru. Zdaj poučuje keramiko na Oddelku za oblikovanje na ALUO Univerze v Ljubljani. 
Napisala je dve knjigi o kiparstvu: Glina, les, papir, kovina , Mladinska knjiga, Ljubljana,1983 in Od glave do portreta. Modeliranje z glino, Debora, Ljubljana, 2000.  
Dragica Čadež ustvarja predvsem v lesu in glini malo in monumentalno plastiko. Les oblikuje z motorno žago. Njen umetniški izraz je ekspresiven in poteza odločna. Običajno ustvarja v zaključenih ciklih: Sarkofagi, Palčki, Vrata, Olesenele sence ... Značilni so njeni simbolični, iz dveh ali več oblik sestavljeni kipi. V slovenskem kiparstvu je Čadeževa hkrati s skupino neokonstruktivistov (1968–1972) uresničila konstruktivistične težnje. Sodi med najpomembneše slovenske moderniste.   
Od leta 1963 je sodelovala na  razstavah, umetniških delavnicah in kiparskih simpozijih doma in na tujem. Do leta 2015 je imela več sto razstav. V dosedanjem več kot petdesetletnem ustvarjanju je prejela številne nagrade. Že leta 1965 je prejela Študentsko Prešernovo nagrado na ALU. Leta 1986 je prejela nagrado Prešernovega sklada za kiparski cikel Asociacije na Pompeje. Leta 2003 je prejela Žagarjevo nagrado za življenjsko delo na področju šolstva in leta 2004 naziv zaslužna profesorica Univerze v Ljubljani. Leta 2025 je prejela tudi najvišjo državno priznanje za dosežke na področju umetnosti, Prešernovo nagrado.
Večino svojega opusa ustvarjenega v lesu je ob pregledni razstavi leta 1996 podarila Galeriji Božidar Jakac, Kostanjevica na Krki. Njena dela so v zbirkah Moderne galerije v Ljubljani, Umetnostne galerije v Mariboru, Galerije Miklova hiša v Ribnici in drugod. 
Zadnja leta največ ustvarja v glini. Je pobudnica, ustanoviteljica in organizatorka Mednarodnega trienala keramike UNICUM. 

## Izbor samostojnih razstav
- Galerija v  Prešernovi hiši, Kranj, 1965.
- Galerija Krško, 1967.
- Galerija Doma omladine, Beograd,1975.
- Asociacije na Pompeje. Skulpture. Galerija ZDSLU, Ljubljana, september 1985.
- Sarkofagi. Galerija Equrna, Ljubljana 1990.
- Drugačnost podobe. Galerija Ilirija, 1993.
- Vrata. Skulpture. Bežigrajska galerija, Ljubljana, 1993.
- Ciklus poletni vrt. Skulpture 1994, Vila Katarina, Ljubljana, september, oktober 1994.
- Dragica Čadež. Konex Club, Ljubljana, december 1994.
- Palčki. Galerija Equrna, Ljubljana, oktober 1995.
- Pregledna razstava. Galerija Božidar Jakac, Kostanjevica na Krki, 1996.
- Olesenele sence. Več galerij, 1998.
- Zgodba o drevesu. Vrtni ambient. Vila Katarina, Ljubljana, 2005.
- Zgodba o drevesu. Lamutov likovni salon, Kostanjevica na Krki, 2010.
- Olesenele sence 1998–2018, Peterokotni stolp, Ljubljanski grad, 2018.
- Dragica Čadež: keramija. Dolenjski muzej Novo mesto, 2019.
- Zgodba o lesu in glini, pregledna razstava. Muzej in galerije Mestal Ljubljane, 2021.
- Ekrani. Galerija Društva likovnih umetnikov Ljubljane, Bežigrajska galerija 2, 2025.

## Nagrade
- Študentska Prešernova nagrada, 1965, Ljubljana
- Zlata ptica, 1973, Ljubljana
- Nagrada fonda Moše Pijade, Bienale mladih, 1975, Rijeka
- Premija, 3. jugoslovanski bienale male plastike, 1977, Murska Sobota
- Prva nagrada ex aeqo, 2. bienale jugoslovanske plastike, 1983, Pančevo
- Odkupna nagrada, 7. jugoslovanski bienale male plastike, 1985, Murska Sobota
- Nagrada Prešernovega sklada, 1986, Ljubljana
- Prva nagrada, 9. jugoslovanski bienale male plastike, 1989, Murska Sobota
- Prva nagrada, Majski salon, ZDSLU, 1991, Ljubljana
- Prva nagrada, Belokranjski bienale, 1996, Črnomelj
- Velika nagrada, Majski salon, ZDSLU, 1998, Ljubljana
- Žagarjeva nagrada za življenjsko delo na področju šolstva, Ministrstvo za šolstvo RS, 2003, Ljubljana
- Odkupna nagrada Mobitel, kiparska razstava Oko in duh, 2005, Magistrat Ljubljana
- Županjina nagrada za kiparstvo, 10. slovenska kiparska razstava, 2006, Magistrat Ljubljana
- Priznanje, Svjetska izložba male i miniaturne keramike, 2008, Rovinj
- Častno priznanje, Majski salon ZDSLU, 2009, Kranj
- Zlata plaketa, Clay fest, 2014, Zagreb
- Nagrada Ivane Kobilce za življenjsko delo, 2020
- Prešernova nagrada za življenjsko delo, 2025[8]